# Der rote Korsar (Comic)

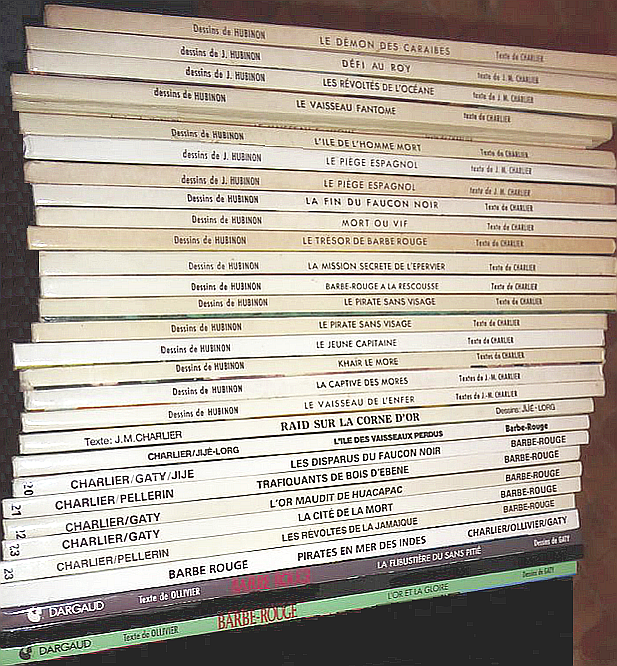
Sammlung der französischsprachigen Ausgabe Barbe-Rouge

Der rote Korsar ist ein frankobelgischer Comic.

## Handlung
Der eigentliche Held der Serie ist Rick, dessen Eltern bei einem Überfall des roten Korsaren umkamen. Der rote Korsar adoptiert den Waisen und zieht ihn auf. Später findet Rick heraus, dass er einer einflussreichen französischen Adelsfamilie entstammt. Als tüchtiger Seefahrer kämpft er gegen Engländer und Spanier und wird sogar vom französischen König in den Dienst genommen. Der rote Korsar stellt ihm mit dem alten Dreifuß einen schlauen Ratgeber und mit dem Schwarzen Baba, einem ehemaligen Sklaven, einen bärenstarken Beschützer zur Seite.

## Hintergrund
Jean-Michel Charlier schrieb die Serie, die zeichnerisch von Victor Hubinon umgesetzt wurde. Kurzfristig mussten Eddy Paape und Jijé einspringen, um Erscheinungslücken in Pilote zu verhindern. Als Victor Hubinon die Serie abgab, zeichnete Gilles Chaillet das laufende Album zu Ende. Die Nachfolge übernahm Jijé. Nach dessen Tod führte Jean-Michel Charlier die Serie mit zwei Zeichnern fort. Während Christian Gaty die begonnene Geschichte von Jijé weiterführte, begann Patrice Pellerin parallel dazu ein unabhängiges Abenteuer. Jean-Michel Charlier starb 1989. Jean Ollivier beendete das unvollendet gebliebene Szenario und veröffentlichte mit Christian Gaty weitere fünf Alben. Christian Perrissin schrieb die letzten vier Alben für Zeichner Marc Bourgne.

## Veröffentlichungen
Die Serie erschien zwischen 1959 und 1968 unter dem Namen Le Démon des Caraïbes in Pilote und zwischen 1979 und 1980 als Barbe-Rouge in Super As. Zwei Kurzgeschichten wurden im Taschenbuchformat veröffentlicht. Die Albenproduktion wurde von Dargaud begonnen und durch andere Verlage fortgeführt. Die Gesamtausgabe stammte von Dargaud. Bastei veröffentlichte die Reihe erstmals im deutschen Sprachraum.
Das alte Zack gab zwei Episoden heraus, die auch in Albenform gedruckt wurden. Nach Carlsen und Ehapa übernahm Kult die Ausgabe der Alben.
Die deutschsprachige Gesamtausgabe erschien zwischen 2013 und 2019 in 13 Bänden in der Egmont Comic Collection.

## Alben
- Der Teufel der Karibik (1/1961)*
- Der König der sieben Meere (2/1962)*
- Der Sohn des Piraten (3/1963)
- Die Flucht aus Algier (4/1964)
- Die Meuterei der Gefangenen (5/1965)
- Das Schiff der verlorenen Seelen (6/1966)*
- Die Totenkopfinsel (7/1967)*
- Die Falle der Spanier (8/1968)
- Das Ende des Schwarzen Falken (9/1969)
- Auf Leben und Tod (10/1970)*
- Der Piratenschatz (11/1971)*
- In geheimer Mission (12/1971)
- Der Pakt mit dem Teufel (13/1972)
- Der Pirat ohne Gesicht (14/1972)*
- Gefährliche Erbschaft (15/1973)
- Die Gefangene (16/1973)
- Das Höllenschiff (17/1974)
- Entscheidung am Bosporus (18/1979)
- Die Insel der verlorenen Schiffe (19/1980)*
- Das letzte Aufgebot des Falken (20/1982)*
- Die goldene Flotte (21/1983)**
- Der letzte Herrscher der Azteken (22/1984)*
- Das Gold der Azteken (23/1987)*
- Revolte auf Jamaika (24/1987)**
- Piraten im Indischen Ozean (25/1991)
- Die Verlobte des Großmoguls (26/1992)
- Die Freibeuterin (27/1994)
- Freiheit für Tortuga (28/1995)*
- Gold und Ruhm (29/1996)*
- Der Piratenkrieg (30/1997)*
- Der Teufel an Bord (31/1999)
- Der Inkapfad (32/2000)
- Elisas Geheimnis, Teil 1 (33/2001)*
- Elisas Geheimnis, Teil 2 (34/2004)*
- Hängt ihn höher! (35/2020)
- Die Hunde des Meeres (36/2021)
- Mami Wata (37/2023)*
- Chasseur d’esclaves (38/2024)

Quelle:

## Kurzgeschichten
Von Jean-Michel Charlier und Victor Hubinon erschienen in Super Pocket Pilote, der Taschenbuchausgabe von Pilote, zwei Jugendabenteuer als Kurzgeschichten. Eine eigenständige Serie entstand 1996 mit Die Jugend des Roten Korsaren.
- 1968: L’or du San Cristobal. 16 Seiten in Super Pocket Pilote 1

auf Deutsch unter dem Titel Das Gold von San Cristobal in Zack Parade 4 (Nachdruck in Zack Parade 37)
- 1969: Le cobra. 16 Seiten in Super Pocket Pilote 3

auf Deutsch unter dem Titel Die Kobra in Zack Parade 5

## Zeichentrickserie
Im Jahr 1997 wurde im französischen Fernsehen eine 26-teilige Trickfilmserie unter der Regie von Jean Cubaud ausgestrahlt. Von dieser existiert auch eine englische Sprachfassung unter dem Titel Captain Red Beard.

## Sonstiges
Der Rote Korsar, Baba, Dreifuß und Rick dienten als Vorbild für die Piraten in Asterix.